# Condado de Clay (Minnesota)
O Condado de Clay é um dos 87 condados do estado americano do Minnesota. A sede do condado é Moorhead, e sua maior cidade é Moorhead.
O condado possui uma área de 2 727 km² (dos quais 19 km² estão cobertos por água), uma população de 51,229 habitantes, e uma densidade populacional de 19 hab/km² (segundo o censo nacional de 2000). O condado foi fundado em 1862.